# 巴拿马芒果蜂鸟
巴拿马芒果蜂鸟（学名：Anthracothorax veraguensis），是雨燕目蜂鸟科的一种鸟类。
巴拿马芒果蜂鸟体重约7克，翼长约65.7毫米，嘴峰长约27.7毫米，喙宽度约2.2毫米，喙厚度约2.1毫米，跗蹠长约5.3毫米，尾长约34.8毫米。巴拿马芒果蜂鸟在其分布区内为留鸟，其栖息在半开放的灌木丛中，食性为草食性，主要食物来源是植物的花蜜。
巴拿马芒果蜂鸟分布于巴拿马西部。该物种是单型物种，没有亚种分化。